# Atari 6800 (Placa arcade)
La Atari 6800 es una Placa de arcade, fue creada por Atari destinado a los salones arcade.

## Descripción
El hardware de la Atari 6800 fue lanzada por Atari en 1977.
El sistema tenía un procesador central 6800.
Este hardware albergó trece videojuegos.

## Especificaciones técnicas

### Procesador
- 6800

## Lista de videojuegos
- Cannon Ball
- Destroyer
- Drag Race
- Fire Truck, primer videojuego colaborativo de la historia[2]
- Monte Carlo
- Orbit
- Pool Shark
- Sky Diver
- Smokey Joe
- Sprint 8
- Super Bug
- Tank 8
- Triple Hunt